# Timex Sinclair 2068
Timex Sinclair 2068 – komputer osobisty będący piątą i ostatnią wersją komputerów produkcji Timex Sinclair. Wersja TS-2068 została wprowadzona na rynek pod koniec 1983 roku w USA, niedługo przed upadkiem firmy. Z pewnymi modyfikacjami jego produkcja była kontynuowana przez portugalski oddział Timexa pod zmienioną nazwą: Timex Computer 2068.

## Specyfikacja
TS-2068 wyposażony był standardowo dla tej rodziny komputerów w procesor Zilog Z80A taktowany zegarem 3,58 MHz.
Komputer ten posiada analogiczne możliwości graficzne do TC-2048: standardowy ZX Spectrum – 256×192 pixele w 15 kolorach (32×24 znaki) i rozszerzony – 512x192 mono.
- pamięć ROM: 24 kB (16 kB + 8 kB EXROM);
- pamięć RAM: 48 kB;
- koprocesory: ULA;
- porty: 2 joystick, RF out, Composite video out, RGB video out, cartridge, magnetofon;
- dźwięk: AY-3-8912 (3 kanały / 8 oktaw);
- klawiatura: plastikowa, złożona z 42 klawiszy o charakterystycznym kształcie i niepełnym rozmiarze (ang. chiclet keyboard), podobną można było spotkać m.in. w maszynie do pisania Brother EP-20[1];
- zasilanie: zasilacz zewnętrzny, 15 V;
- system operacyjny: TS 2068 Basic.

## Timex Computer 2068
Różnice w stosunku do wersji amerykańskiej:
- zmieniony modulator TV na PAL;
- zmienione zasilanie z 15 V na 9 V (tak jak w ZX Spectrum, dzięki czemu mniej się nagrzewał);
- zmienione tylne złącze na kompatybilne ze Spectrum (co pozwalało na współpracę z interfejsami Sinclaira i napędami FDD);
- generowany dźwięk był wysyłany do telewizora.

TC-2068 produkowany był w dwóch wersjach kolorystycznych: srebrnej i czarnej.
Od roku 1986 był montowany w Polsce przez gdański Unimor (przy współpracy z firmą polonijną Polbrit) pod nazwą Unipolbrit 2086.